# 88-ма окрема механізована бригада (Україна)
88-ма окрема механізована бригада (88 ОМБр) — вигадане з'єднання Збройних сил України. Про існування частини повідомили у 2023 році, а спростували у жовтні 2024 року.

## Історія
На початку 2023 року Forbes з посиланням на профіль у Телеграм повідомив, що була створена 88-ма бригада. Вона нібито мала змішане озброєння радянських і західних зразків: поряд із традиційними МТ-ЛБ, МТ-12 «Рапіра», ЗУ-23-2 і «Стугна-П», були і RBS-70, броньовані HMMWV і Panthera F9.
У березні 2023 року нібито була передана до складу ОУВ «Волинь» разом із 13-ю єгерською бригадою.
Згодом, у книзі «In hoc signo vinces. Історія підрозділів сухопутних військ збройних сил України в знаках і символах» (Харків, 2025) було зазначено, що бригаду створено 15 лютого 2023 року, базується вона в Рівненській області. Входить до складу ОК «Захід».

У жовтні 2024 року аналітики проєкту Militaryland звернулися до Генерального штабу ЗСУ з проханням підтвердити існування бригад, але ГШ спростував цю інформацію.
''Відповідно до облікових даних Головного управління персоналу станом на 21.10.2024 військовим організаційним структурам Збройних сил України дійсне найменування "88 окрема механізована бригада" не надавалось'' 
У березні 2025 року Forbes опублікував статтю, в якій також було спростоване існування бригади. Існування цієї бригади і 13-ї єгерської одного разу підтвердила місцева влада одного з районів Рівненської області, проте «бійці» цих підрозділів жодного разу не оголошували грошові збори. Існування бригади заперечив і Генштаб ЗСУ у відповідь на приватний запит.

## Символіка
В емблемі бригади на червоному полі зображено череп із крилами, що його пронизує меч вістрям додолу.